# Yi Jun
Yi Tjoune (18 de diciembre de 1859 - 14 de julio de 1907), también conocido como Yi Jun, fue un fiscal y diplomático coreano.

## Educación y primeros años
Yi Jun nació en Bukcheong en la provincia de Hamgyŏng del Sur y luego trabajó como juez en Seúl. En 1907, él y sus compatriotas Sangsul Yi y Tjyongoui Yi fueron delegados por el emperador Gojong para asistir a la Segunda Conferencia de Paz de La Haya en La Haya. Se le encargó que anunciara a la comunidad internacional que Corea era un estado independiente y que la invasión japonesa era ilegal. El trío viajó durante dos meses en el ferrocarril Transiberiano a La Haya.